# إيريكا راينر
إيريكا راينر (4 أغسطس 1924 – 31 ديسمبر 2005م) كانت عالمة آشورية أمريكية وكاتبة. منذ عام 1974، كانت محررة لقاموس شيكاغو الآشوري، الذي نُشر في 21 مجلدًا على مدى 55 عامًا، وأنتهي منه في عام 2011 بعد وفاتها. ارتبطت راينر بالمعهد الشرقي في جامعة شيكاغو. ركزت أعمالها على تطوير قاموس شيكاغو الآشوري، وهو المرجع الأساسي لفهم اللغة الأكدية، اللغة السائدة في بلاد ما بين النهرين من 2400 قبل الميلاد إلى 100 ميلادي.

## الحياة المبكرة والتعليم
ولدت إيريكا راينر في بودابست، هنغاريا. تخرجت من جامعة بودابست في عام 1948. التحقت بجامعة شيكاغو في عام 1952 للدراسات العليا وحصلت على درجة الدكتوراه في عام 1955.

## المسيرة الأكاديمية
انضمت راينر إلى هيئة التدريس في شيكاغو في عام 1956. كان هناك توثيق وتخطيط واسع لقاموس شيكاغو الآشوري في الجامعة منذ عام 1921. قادت راينر، جنبًا إلى جنب مع أ. ليو أوبنهايم، الفريق بعد الحرب العالمية الثانية لنشر أول ما سيكون 21 مجلدًا في عام 1956. تولت المشروع بعد وفاة أوبنهايم في عام 1974؛ عملت على المشروع لمدة 44 عامًا. أُصدر عشرون مجلدًا على مدار 55 عامًا.
كانت راينر أستاذة متميزة في خدمة جون أ. ويلسون في المعهد الشرقي بالجامعة، ومحررة لقاموس شيكاغو الآشوري لفترة طويلة (1974-1996). من بين إنجازاتها الأخرى، كانت راينر واحدة من القلائل في العالم المتمكنين من اللغة العيلامية.
كتبت العديد من الكتب والمقالات. بعد تقاعدها في عام 1996، استمرت في المساهمة في القاموس.
دربت العديد من طلاب الدراسات العليا في علم الآشوريات خلال سنواتها في جامعة شيكاغو، بما في ذلك الراحلة جوان غودنيك ويستنهولز، التي كانت أمينة متحف الأراضي المقدسة في القدس؛ وفرانشيسكا روتشبرغ، أستاذة متميزة لدراسات الشرق الأدنى في جامعة كاليفورنيا، بيركلي؛ وغرانت فريم، الذي هو الآن أستاذ فخري في جامعة بنسلفانيا وأمين فخري لقسم البابلي في متحف الآثار والانثروبولوجيا في جامعة بنسيلفانيا.